# Liste des espèces de Potentilla
Les espèces suivantes du genre Potentilla sont reconnues par The Plant List :
- Potentilla acaulis L.
- Potentilla achillea (Soják) Soják
- Potentilla acuminata H.M.Hall
- Potentilla adenotricha Vodop.
- Potentilla adriatica Murb.
- Potentilla adscharica Sommier & Levier
- Potentilla agrimonioides M.Bieb.
- Potentilla alba L.
- Potentilla alchemilloides Lapeyr.
- Potentilla algida Soják
- Potentilla alpicola De la Soie
- Potentilla anachoretica Soják
- Potentilla anatolica Peșmen
- Potentilla ancistrifolia Bunge
- Potentilla anglica Laichard.
- Potentilla angustiloba T.T.Yu & C.L.Li
- Potentilla anserina L.
- Potentilla apennina Ten.
- Potentilla approximata Bunge
- Potentilla arcadiensis Iatroú
- Potentilla arctica Rouy
- Potentilla arenosa (Turcz.) Juz.
- Potentilla argaea Boiss. & Balansa
- Potentilla argentea L.
- Potentilla argenteiformis Kauffm.
- Potentilla arguta Pursh
- Potentilla argyrophylla Wall. ex Lehm.
- Potentilla arnavatensis (Th.Wolf) Th.Wolf ex Juz.
- Potentilla articulata Franch.
- Potentilla aspegrenii Kurtto
- Potentilla asperrima Turcz.
- Potentilla assalemica Soják
- Potentilla assimilis Soják
- Potentilla asterotricha Soják
- Potentilla astracanica Jacq.
- Potentilla astragalifolia Bunge
- Potentilla asturica Rothm.
- Potentilla atrosanguinea G.Lodd. ex D.Don
- Potentilla aucheriana Th.Wolf ex Bornm.
- Potentilla × aurantiaca Soják
- Potentilla aurea L.
- Potentilla bactriana Soják
- Potentilla balansae Peșmen
- Potentilla × beckii Murr
- Potentilla beringii Jurtzev
- Potentilla betonicifolia Poir.
- Potentilla biennis Greene
- Potentilla biflora Willd. ex Schltdl.
- Potentilla bipinnatifida Douglas ex Hook.
- Potentilla borissii Ovcz. & Kochk.
- Potentilla bornmuelleri Borbás
- Potentilla botschantzeviana Adylov
- Potentilla brachypetala Fisch. & C.A.Mey. ex Lehm.
- Potentilla brauniana Hoppe
- Potentilla brevifolia Nutt. ex Torr. & A.Gray
- Potentilla bungei Boiss.
- Potentilla butkovii Botsch.
- Potentilla calabra Ten.
- Potentilla calycina Boiss. & Balansa
- Potentilla camillae Kolak.
- Potentilla canadensis L.
- Potentilla cardotiana Hand.-Mazz.
- Potentilla carniolica A.Kern.
- Potentilla caulescens L.
- Potentilla centigrana Maxim.
- Potentilla × chalchorum Soják
- Potentilla chamissonis Hultén
- Potentilla chinensis Ser.
- Potentilla chrysantha (Zoll. & Moritzi) Trevir.
- Potentilla cinerea Chaix ex Vill.
- Potentilla clusiana Jacq.
- Potentilla × collina Wibel
- Potentilla concinna Richardson
- Potentilla conferta Bunge
- Potentilla coriandrifolia G.Don
- Potentilla crantzii (Crantz) Beck ex Fritsch
- Potentilla crassinervia Viv.
- Potentilla crenulata T.T.Yu & C.L.Li
- Potentilla crinita A.Gray
- Potentilla cryptophila Bornm.
- Potentilla cryptotaeniae Maxim.
- Potentilla czerepninii Krasnob.
- Potentilla darvazica Juz.
- Potentilla delavayi Franch.
- Potentilla delphinensis Gren.
- Potentilla deorum Boiss. & Heldr.
- Potentilla desertorum Bunge
- Potentilla detommasii Ten.
- Potentilla discolor Bunge
- Potentilla divina Albov
- Potentilla doerfleri Wettst.
- Potentilla doubjonneana Cambess.
- Potentilla drummondii Lehm.
- Potentilla elatior Willd. ex Schltdl.
- Potentilla elegans Cham. & Schltdl.
- Potentilla emilii-popii Nyár.
- Potentilla erecta (L.) Raeusch.
- Potentilla eriocarpa Wall. ex Lehm.
- Potentilla eversmanniana Fisch. ex Claus
- Potentilla evestita Th.Wolf
- Potentilla exuta Soják
- Potentilla fallens Cardot
- Potentilla fedtschenkoana Siegfr. ex Th.Wolf
- Potentilla ferganensis Soják
- Potentilla fissa Nutt. ex Torr. & A.Gray
- Potentilla flabellata Regel & Schmalh.
- Potentilla flabellifolia Hook. ex Torr. & A.Gray
- Potentilla flagellaris Willd. ex Schltdl.
- Potentilla fragarioides L.
- Potentilla fragiformis Willd. ex Schltdl.
- Potentilla freyniana Bornm.
- Potentilla frigida Vill.
- Potentilla geranioides Willd.
- Potentilla glabra G.Lodd.
- Potentilla glabrata Willd. ex Schltdl.
- Potentilla glaucescens Willd. ex Schltdl.
- Potentilla gombalana Hand.-Mazz.
- Potentilla gordiaginii Juz.
- Potentilla gracilis Douglas ex Hook.
- Potentilla gracillima Kamelin
- Potentilla grammopetala Moretti
- Potentilla grandiflora L.
- Potentilla granulosa T.T.Yu & C.L.Li
- Potentilla griffithii Hook.f.
- Potentilla grisea Juz.
- Potentilla haynaldiana Janka
- Potentilla heptaphylla L.
- Potentilla heynii Roth
- Potentilla hippiana Lehm.
- Potentilla hirta L.
- Potentilla hispanica Zimmeter
- Potentilla hookeriana Lehm.
- Potentilla humifusa Willd. ex Schltdl.
- Potentilla hyparctica Malte
- Potentilla hypargyrea Hand.-Mazz.
- Potentilla hypoleuca Turcz.
- Potentilla imbricata Kar. & Kir.
- Potentilla imerethica Gagnidze & Sokhadze
- Potentilla incana P.Gaertn., B.Mey. & Scherb.
- Potentilla inclinata Vill.
- Potentilla × insularis Soják
- Potentilla intermedia L.
- Potentilla × italica Lehm.
- Potentilla jenissejensis Polozhij & W.A.Smirnova
- Potentilla johanniniana Goiran
- Potentilla karatavica Juz.
- Potentilla kemulariae Kapeller & Kuth.
- Potentilla kionaea Halácsy
- Potentilla kleiniana Wight & Arn.
- Potentilla kotschyana Fenzl
- Potentilla kryloviana Th.Wolf
- Potentilla kulabensis Th.Wolf
- Potentilla kuznetzowii (Govor.) Juz.
- Potentilla lancinata Cardot
- Potentilla lazica Boiss. & Balansa ex Boiss.
- Potentilla leuconota D.Don
- Potentilla leucopolitana P.J.Müll.
- Potentilla libanotica Boiss. & Spruner
- Potentilla limprichtii J.Krause
- Potentilla lindackeri Tausch
- Potentilla lineata Trevir.
- Potentilla lomakinii Grossh.
- Potentilla longifolia Willd. ex Schltdl.
- Potentilla longipes Ledeb.
- Potentilla macropoda Soják
- Potentilla macrosepala Cardot
- Potentilla matsumurae Th.Wolf
- Potentilla matsuokana Makino
- Potentilla megalantha Takeda
- Potentilla megalocarpus Popov
- Potentilla meyeri Boiss.
- Potentilla micrantha Ramond ex DC.
- Potentilla microphylla D.Don
- Potentilla millefolia Rydb.
- Potentilla × mixta Nolte ex Rchb.
- Potentilla miyabei Makino
- Potentilla mollissima Lehm.
- Potentilla montana Brot.
- Potentilla montenegrina Pant.
- Potentilla morefieldii Ertter
- Potentilla mujensis Kurbatski
- Potentilla multicaulis Bunge
- Potentilla multiceps T.T.Yu & C.L.Li
- Potentilla multifida L.
- Potentilla multisecta (S.Watson) Rydb.
- Potentilla neglecta Baumg.
- Potentilla nepalensis Hook.
- Potentilla nervosa Juz.
- Potentilla neumanniana Rchb.
- Potentilla nevadensis Boiss.
- Potentilla newberryi A.Gray
- Potentilla nicicii Adamović
- Potentilla nitida L.
- Potentilla nivalis Lapeyr.
- Potentilla nivea L.
- Potentilla nordmanniana Ledeb.
- Potentilla norvegica L.
- Potentilla nurensis Boiss. & Hausskn. ex Boiss.
- Potentilla oblanceolata Rydb.
- Potentilla × okensis Petunn.
- Potentilla omeiensis (T.T.Yu & C.L.Li) Soják
- Potentilla omissa Soják
- Potentilla ovina Macoun
- Potentilla oweriniana Rupr. ex Boiss.
- Potentilla ozjorensis Peschkova
- Potentilla pamirica Th.Wolf
- Potentilla pamiroalaica Juz.
- Potentilla pannosa Boiss. & Hausskn. ex Boiss.
- Potentilla parvifolia Fisch. ex Lehm.
- Potentilla patula Waldst. & Kit.
- Potentilla pectinisecta Rydb.
- Potentilla pedata Willd. ex Hornem.
- Potentilla peduncularis D.Don
- Potentilla pendula T.T.Yu & C.L.Li
- Potentilla penniphylla Soják
- Potentilla pensylvanica L.
- Potentilla pimpinelloides L.
- Potentilla pindicola Hausskn.
- Potentilla plattensis Nutt.
- Potentilla plumosa T.T.Yu & C.L.Li
- Potentilla polyphylla Wall. ex Lehm.
- Potentilla porphyrantha Juz.
- Potentilla potaninii Th.Wolf
- Potentilla praecox F.W.Schultz
- Potentilla pseudosericea Rydb.
- Potentilla pulchella R.Br.
- Potentilla pulcherrima Lehm.
- Potentilla pulviniformis A.P.Khokhr.
- Potentilla pusilla Host
- Potentilla pyrenaica Ramond ex DC.
- Potentilla ranunculoides Kunth
- Potentilla recta L.
- Potentilla reptans L.
- Potentilla reuteri Boiss.
- Potentilla rhenana P.J.Müll. ex Zimmeter
- Potentilla rigida Wall. ex Lehm.
- Potentilla rigidula Th.Wolf
- Potentilla rigoana Th.Wolf
- Potentilla rimicola (Munz & I.M.Johnst.) Ertter
- Potentilla rivalis Nutt. ex Torr. & A.Gray
- Potentilla robbinsiana (Lehm.) Oakes ex Rydb.
- Potentilla rosulifera H.Lév.
- Potentilla × rubella T.J.Sørensen
- Potentilla rubida L.O.Williams
- Potentilla rubricaulis Lehm.
- Potentilla rupifraga A.P.Khokhr.
- Potentilla rupincola Osterh.
- Potentilla ruprechtii Boiss.
- Potentilla sajanensis Polozhij
- Potentilla sanguisorba Willd. ex Schltdl.
- Potentilla saposhnikovii Kurbatski
- Potentilla saundersiana Royle
- Potentilla savvalensis Pawl>l.
- Potentilla saxifraga Ardoino ex De Not.
- Potentilla × schrenkiana Regel
- Potentilla schugnanica Juz. ex Adylov
- Potentilla seidlitziana Bien.
- Potentilla × sergievskajae Peschkova
- Potentilla sericea L.
- Potentilla silesiaca R.Uechtr.
- Potentilla simplex Michx.
- Potentilla simulatrix Th.Wolf
- Potentilla sischanensis Bunge ex Lehm.
- Potentilla smithiana Hand.-Mazz.
- Potentilla sommerfeltii Lehm.
- Potentilla sommieri Siegfr. & R.Keller
- Potentilla sosnowskyi Kapeller
- Potentilla speciosa Willd.
- Potentilla sphenophylla Th.Wolf
- Potentilla stenophylla (Franch.) Diels
- Potentilla sterilis (L.) Garcke
- Potentilla stipularis L.
- Potentilla stolonifera Lehm. ex Ledeb.
- Potentilla straussii (Bornm.) Bornm.
- Potentilla suavis Soják
- Potentilla subdigitata T.T.Yu & C.L.Li
- Potentilla × suberecta Zimmeter
- Potentilla subjuga Rydb.
- Potentilla sublaevis O.Schwarz
- Potentilla subvahliana Jurtzev
- Potentilla subviscosa Greene
- Potentilla supina L.
- Potentilla svanetica Siegfr. & R.Keller
- Potentilla szovitsii Th.Wolf
- Potentilla tabernaemontani Asch.
- Potentilla tanacetifolia Willd. ex Schltdl.
- Potentilla taronensis Wu ex T.T.Yu & C.L.Li
- Potentilla taurica Willd. ex Schltdl.
- Potentilla tenuis (Hand.-Mazz.) Soják
- Potentilla tephroleuca Th.Wolf
- Potentilla tephroserica Juz.
- Potentilla tericholica Sobolevsk.
- Potentilla thurberi A.Gray
- Potentilla thuringiaca Bernh.
- Potentilla thyrsiflora Hülsen ex Zimmeter
- Potentilla tianschanica Th.Wolf
- Potentilla × tikhomirovii Jurtzev
- Potentilla tobolensis Th.Wolf ex Pavlov
- Potentilla tommasiniana F.W.Schultz
- Potentilla transcaspia Th.Wolf
- Potentilla tridentula Velen.
- Potentilla tschimganica Soják
- Potentilla × tschukotica Jurtzev ex V.V.Petrovsky
- Potentilla tucumanensis A.Castagnaro & M.Arias]] bis
- Potentilla tugitakensis Masam.
- Potentilla turczaninowiana Stschegl.
- Potentilla turfosa Hand.-Mazz.
- Potentilla turgaica Soják
- Potentilla umbrosa Steven ex M.Bieb.
- Potentilla uniflora Ledeb.
- Potentilla vahliana Lehm.
- Potentilla valderia L.
- Potentilla verticillaris Stephan ex Willd.
- Potentilla villosa Pall. ex Pursh
- Potentilla × villosula Jurtzev
- Potentilla virgata Lehm.
- Potentilla visianii Pančić
- Potentilla volgarica Juz.
- Potentilla vorobievii Nechaeva & Soják
- Potentilla vulcanicola Juz.
- Potentilla vvedenskyi Botsch.
- Potentilla wimanniana Günther & Schummel
- Potentilla wismariensis T.Gregor & Henker
- Potentilla wrangelliana Fisch. & Avé-Lall.
- Potentilla xizangensis T.T.Yu & C.L.Li

## Liste ITIS
Les espèces supplémentaires suivantes sont acceptées par ITIS , bien qu'elles puissent être considérées comme des synonymes par d'autres sources :
- Potentilla albiflora L.O. Williams – white-flower cinquefoil, Pinaleno cinquefoil, whiteflower cinquefoil
- Potentilla ambigens Greene – silkyleaf cinquefoil
- Potentilla angelliae N.H. Holmgren – Boulder Mountain cinquefoil, Angell cinquefoil
- Potentilla arizonica Greene – Garland Prairie cinquefoil
- Potentilla basaltica Tiehm & Ertter – Soldier Meadow cinquefoil
- Potentilla bicrenata Rydb.
- Potentilla bimundorum Soják – staghorn cinquefoil
- Potentilla breweri S. Watson
- Potentilla bruceae Rydb. – Bruce's cinquefoil
- Potentilla buccoana Clementi
- Potentilla cottamii N.H. Holmgren – Pilot Range cinquefoil, Cottam's cinquefoil
- Potentilla crebridens Juz.
- Potentilla cristae Ferlatte & Strother – crested cinquefoil
- Potentilla demotica Ertter – Hualapai cinquefoil
- Potentilla diversifolia Lehm. (pro sp.) – varileaf cinquefoil
- Potentilla effusa Douglas ex Lehm. – branched cinquefoil
- Potentilla furcata A.E. Porsild – forked cinquefoil
- Potentilla glaucophylla Lehm.
- Potentilla grayi S. Watson – Gray's cinquefoil
- Potentilla hickmanii Eastw. – Hickman's cinquefoil, Hickman's potentilla
- Potentilla holmgrenii D.F. Murray & Elven – Holmgren's cinquefoil
- Potentilla jepsonii Ertter
- Potentilla johnstonii Soják – sagebrush cinquefoil
- Potentilla lasiodonta Rydb. – Sandhills cinquefoil
- Potentilla litoralis Rydb. – Pennsylvania cinquefoil
- Potentilla macounii Rydb. – Macoun's cinquefoil
- Potentilla modesta Rydb. – Uintah cinquefoil
- Potentilla multijuga Lehm. – Ballona cinquefoil
- Potentilla nana Willd. ex Schltdl. – arctic cinquefoil
- Potentilla × nubilans Soják
- Potentilla paucijuga Rydb. – La Sal cinquefoil
- Potentilla pedersenii (Rydb.) Rydb.
- Potentilla puberula Krasan
- Potentilla rhyolitica Ertter
- Potentilla rupestris L.
- Potentilla sanguinea Rydb. – scarlet cinquefoil
- Potentilla saximontana Rydb.
- Potentilla sierrae-blancae Wooton & Rydb. – Sierra Blanca cinquefoil
- Potentilla subgorodkovii Jurtzev
- Potentilla townsendii Rydb. – Townsend's cinquefoil
- Potentilla × tundricola Soják
- Potentilla uschakovii Jurtzev
- Potentilla verna L. – spring cinquefoil
- Potentilla versicolor Rydb. – Steens Mountain cinquefoil
- Potentilla wheeleri S. Watson – Kern cinquefoil

## Liste GRIN
Les espèces supplémentaires suivantes sont acceptées par le Germplasm Resources Information Network (GRIN), bien qu'elles puissent être considérées comme des synonymes par d'autres sources, ou être des accessions erronées : 
- Potentilla curviseta
- Potentilla dickinsii
- Potentilla dombeyi
- Potentilla gelida
- Potentilla hebiichigo
- Potentilla hemsleyana
- Potentilla indica
- Potentilla ledebouriana
- Potentilla nudicaulis
- Potentilla paradoxa
- Potentilla ranunculus
- Potentilla rubicaulis
- Potentilla siemersiana
- Potentilla sundaica
- Potentilla togasii
- Potentilla tridentata

## Autre
- Potentilla sterneri est nouvellement décrite